# Stazione di Nocera Inferiore
Stazione di Nocera Inferiore vasútállomás Olaszországban, Nocera Inferiore településen.

## Vasútvonalak
Az állomást az alábbi vasútvonalak érintik:
- Nápoly–Battipaglia-vasútvonal
- Nocera Inferiore–Mercato San Severino-vasútvonal

## Kapcsolódó állomások
A vasútállomáshoz az alábbi állomások vannak a legközelebb:
- Stazione di Nocera Superiore (Stazione di Salerno)
- Stazione di Pagani (Stazione di Napoli Campi Flegrei)
- Stazione di Salerno
- Stazione di Nocera Inferiore Mercato